# Vulcano

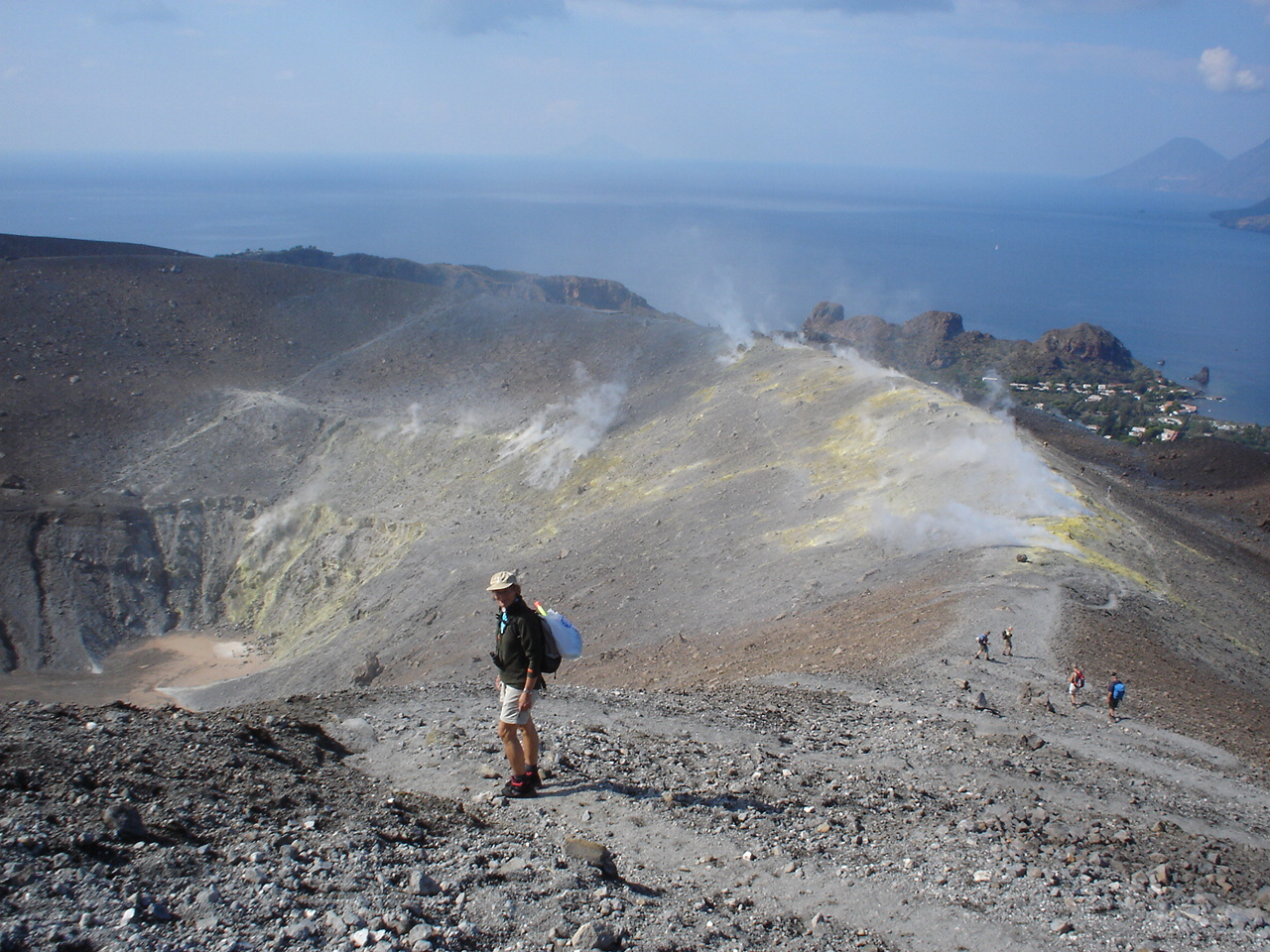
Vulkankratern på ön, 2009.

Vulcano är en av de eoliska öarna (lipariska öarna) i Tyrrenska havet, cirka 20 km norr om Sicilien. Öns namn kommer från den romerska guden för eld och smide, Vulcanus.
Vulcano är den av de lipariska öarna som ligger närmast Sicilien. Färjeturer till ön avgår från Milazzo på Sicilien.
På Vulcano finns en verksam vulkan med toppen cirka 350 meter över havet. Senast vulkanen hade utbrott var i slutet av 1800-talet. Kratern täpptes då till, men för att utjämna trycket i vulkanen pressas kontinuerligt starkt luktande svavelångor ut genom hål i vulkanen. Allmänheten kan bestiga vulkanen till fots. Ön omges av varma källor som kan nå uppemot 80 grader Celsius och det finns även ett naturligt uppvärmt gyttjebad.
Ön har gett namn åt asteroiden 4464 Vulcano.